# Première Nation de Webequie
La Première Nation de Webequie, dont le nom officiel est Webequie, est une Première Nation ojibwée en Ontario au Canada. Elle possède une réserve nommée Webequie située au bord du Lac Winisk (en) dans le district de Kenora. De plus, la bande possède également le Webiqui Indian Settlement qui a aussi le statut de réserve. La Première Nation de Webequie est affiliée aux Premières Nations Matawa.

## Démographie
Les membres de la Première Nation de Webequie sont des Ojibwés. En avril 2022, la bande possèdait une population inscrite totale de 952 membres dont 134 vivaient hors réserve.

## Géographie
La Première Nation de Webequie occupe une réserve nommée Webequie situé dans le district de Kenora dans le Nord de l'Ontario au bord du Lac Winisk (en). Celle-ci couvre une superficie de 34 279 hectares. De plus, la bande possède également le Webequi Indian Settlement qui a aussi le statut de réserve.

## Histoire
Lors de la signature des Traités numérotés entre des Premières Nations et le monarque du Canada, la Première Nation de Webequie a été incluse par erreur comme faisant partie de la Première Nation de Fort Hope. En mai 1985, elle a été reconnue comme une bande distincte. Le 15 février 2001, Webequie a obtenu le statut complet de réserve.

## Gouvernance
La Première Nation de Webequie est administrée par un conseil de bande élu selon la section 10 de la Loi sur les Indiens. Pour la mandat de 2022 à 2024, celui-ci est composé du chef Cornelius Wapoose et de six conseillers.
La Première Nation de Webequie est affiliée au conseil tribal des Premières Nations Matawa.

## Services
La réserve de Webequie est desservie par le Nishnawbe-Aski Police Service (en).

## Transports
La réserve de Webequie est desservie par l'aéroport de Webequie et, en hiver, par des routes de glace.